# Aalborg Budolfi Provsti
Aalborg Budolfi Provsti er et provsti i Aalborg Stift.  Provstiet ligger i Aalborg Kommune.
Aalborg Budolfi Provsti består af 10 sogne med 11 kirker, fordelt på 10 pastorater.

## Pastorater
| Pastorater i Aalborg Budolfi Provsti | Pastorater i Aalborg Budolfi Provsti | Pastorater i Aalborg Budolfi Provsti |
| ------------------------------------ | ------------------------------------ | ------------------------------------ |
| Ansgars Pastorat                     | Budolfi Pastorat                     | Hans Egedes Pastorat                 |
| Hasseris Pastorat                    | Margrethe Pastorat                   | Sankt Markus Pastorat                |
| Vejgaard Pastorat                    | Vesterkær Pastorat                   | Vor Frelsers Pastorat                |
| Vor Frue Pastorat                    |                                      |                                      |

## Sogne
| Sogne i Aalborg Budolfi Provsti | Sogne i Aalborg Budolfi Provsti | Sogne i Aalborg Budolfi Provsti |
| ------------------------------- | ------------------------------- | ------------------------------- |
| Ansgars Sogn                    | Budolfi Sogn                    | Hans Egedes Sogn                |
| Hasseris Sogn                   | Margrethe Sogn                  | Sankt Markus Sogn               |
| Vejgaard Sogn                   | Vesterkær Sogn                  | Vor Frelsers Sogn               |
| Vor Frue Sogn                   |                                 |                                 |